# 鷲神社 (大田区)
鷲神社（おおとりじんじゃ）は、東京都大田区大森北にある神社。地名を冠して大森鷲神社（おおもりおおとりじんじゃ）とも称される。
11月の例祭「酉の市（とりのいち）」は、大森銀座商店街ミルパも含めて賑わいを見せる地域の風物詩として知られる。

## 概要
JR大森駅の南から東へ伸びる大森銀座商店街ミルパのアーケード街を抜けた先に鎮座している。
創建は不詳だが、江戸時代には鷲宮（わしのみや）と呼ばれていたことが、『新編武蔵風土記稿』に記されている。

## 祭神
- 日本武尊